# 武胜桥乡
武胜桥乡是中国山东省菏泽市东明县下辖的一个乡。

## 行政区划
武胜桥乡下辖海头村、霍寨村、邢彦村、唐楼村、崔寨村、张寨村、西杨庄村、牛口村、东王庄村、玉皇庙村、刘河口村、乔庄村、董北城村、郝北城村、四北城村、卞寨村、王庄村、管寨村、赵寨村、陈屯村、沙固堆村、花屯村、团居村、高寨村、毛相村、武胜桥村、乔良屯村。